# Hanna Wallensteen
Hanna Haile Selassie Wallensteen, född 18 februari 1971 i Etiopien, är en svensk psykolog.
Wallensteen är adopterad från Etiopien och växte upp i Luthagen i Uppsala. Hon är utbildad psykolog och driver egen klinik där hon arbetar med frågor som minoritetsstress, normer, rasism och adoption. År 2021 var hon en av sommarpratarna i P1.